# بنوا (آلاباما)
بنوا (به انگلیسی: Benoit) یک منطقهٔ مسکونی در ایالات متحده آمریکا است که در آلاباما واقع شده‌است. بنوا ۹۲٫۰۵ متر بالاتر از سطح دریا واقع شده‌است.